# Gốm
Gốm là một loại vật dụng, trong xây dựng công trình, dinh thự và ngay cả máng nước, vật gia dụng... đã hơn 25.000 năm, từ sau khi con người phát minh ra lửa và rời hang núi hốc đá, cất nhà ở để định cư. Người ta đề cập đến 2 cách thức làm gốm là gốm cổ điển và gốm không nung.
Cấu tạo đồ Gốm:
Gốm sứ thường được làm bằng cách lấy hỗn hợp đất sét, các nguyên tố đất, bột và nước và định hình chúng thành các dạng mong muốn.  Khi gốm đã được định hình, nó được nung trong lò nhiệt độ cao được gọi là lò nung.  Thông thường, gốm được phủ trong các chất trang trí, không thấm nước, giống như sơn được gọi là men.

### Gốm cổ điển
Nguyên tắc chính của gốm cổ điển vẫn bao gồm 05 công đoạn:
1. Chọn đất nguyên liệu: Đất sét hay đất sình nhiều mùn được xem như nguyên liệu chủ yếu để làm gạch. Đất thường được thu, lọc trong nước dư để loại rác rến, sạn đá... và hong cho ráo bớt nước đến thủy phần 55 - 65 ppm để dễ tạo hình.
2. Tạo hình: Đất được cho qua khuôn đúc, quay phôi (không liên tục) hay nén qua khuôn để tạo hình theo mẫu cho trước.
3. Hong khô: Phôi gốm còn ướt, được đặt nơi bóng râm và hong cho ráo đến khi còn thủy phần 30 - 35 ppm. Sau đó xếp vào lò nung.
4. Nung: Nhiệt năng từ việc đốt củi, than, than đá hay gaz nâng nhiệt độ lò từ nhiệt độ thường lên 1100o đến 1600o C trong 20 đến 30 giờ. Sau đó cho nhiệt độ giảm dần trở về nhiệt độ thường trong thời gian tương tự.
5. Loại bỏ phế phẩm: Loại bỏ các sản phẩm bị cong vênh, bể vỡ do non lửa hay quá già lửa v.v... và thu sản phẩm. Tỷ lệ phế phẩm rất cao chính là đặc trưng của công nghệ sản xuất gốm cổ điển.

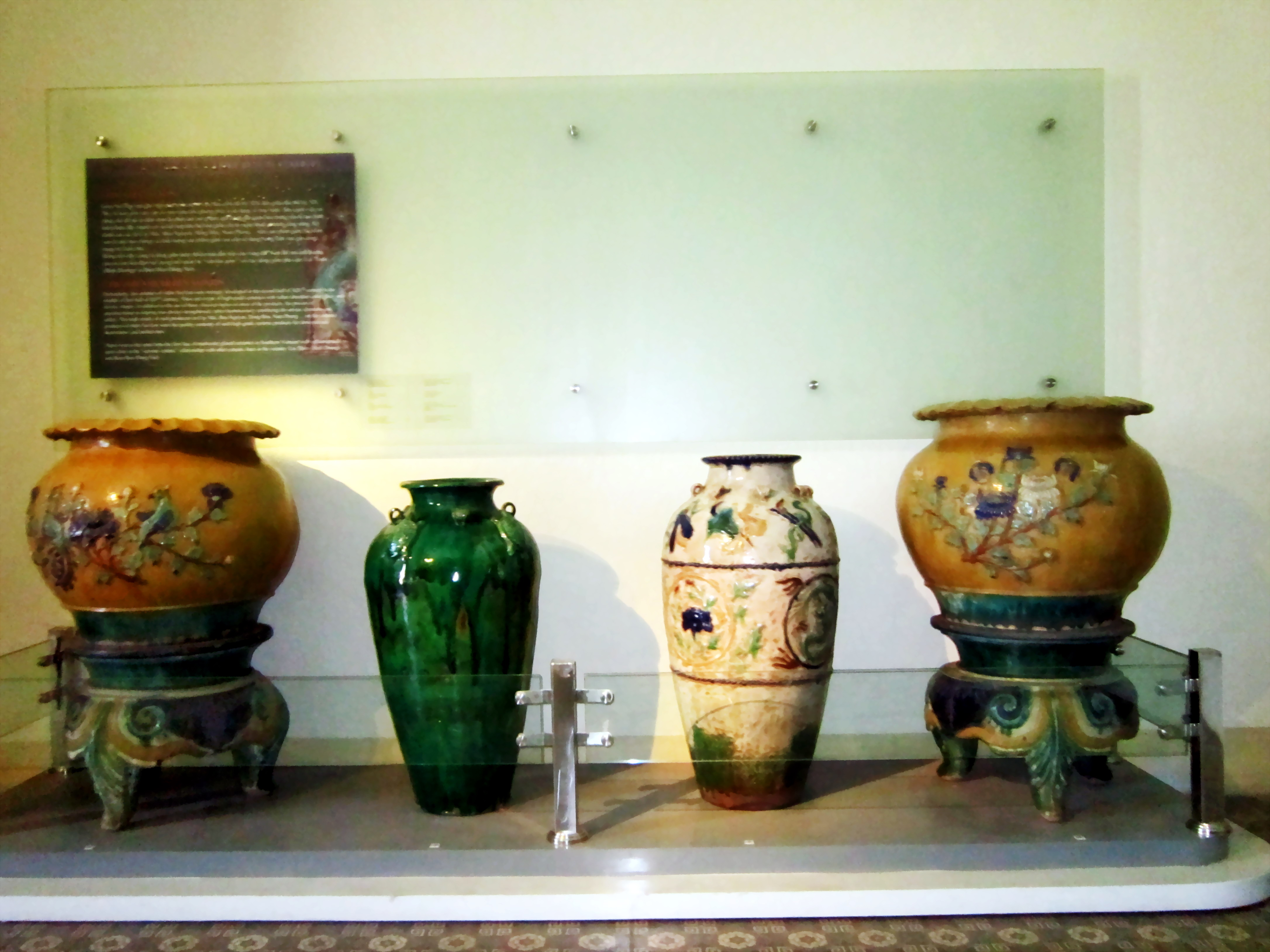
Gốm cổ Sài Gòn trong Bảo tàng Mỹ thuật Thành phố Hồ Chí Minh

## Gốm không nung

#### Nguyên lý hoá thạch
Hoá thạch là đối tượng nghiên cứu của nhiều ngành khoa học dù đã có chuyên ngành riêng là ngành thạch học (petrography). Một hỗn hợp có khả năng hoá thạch khi:
- Hoá thạch thụ động (passive petrifaction): Năng lượng nội hàm đủ lớn, có khả năng biến tính tự động để tạo thế cân bằng nhiệt hoá mới với mức năng lượng và hoạt tính hoá học thấp hơn nhiều.
- Hoá thạch chủ động (active petrifaction): Năng lượng nội hàm ở mức thấp, cần một số tác động ở mức thấp của áp suất, nhiệt độ, xúc tác... trong thời gian dài đủ hoàn tất quá trình hoá thạch.
- Hoá thạch hỗn hợp (joint petrifaction): Năng lượng nội hàm ở mức độ cận bão hoà, chỉ cần một số tác động ở mức thấp của áp suất, nhiệt độ, xúc tác... trong thời gian ngắn để kích thích quá trình hoá thạch diễn ra. Tiếp theo là quá trình tự động hoá thạch.

### Độ bền
Kết quả hóa thạch làm cho gốm có độ bền cao. Điều này xuất phát từ mức năng lượng nhiệt hoá rất thấp, khó có tác nhân tự nhiên nào tác động được trong thời gian rất dài. Các di tích của tác động cơ, lý, hoá... được bảo tồn trên hoá thạch trong suốt quá trình tồn tại của nó, làm cho hoá thạch ổn định màu sắc và hình dạng lâu dài. Năng lượng nhiệt hoá càng chuyển xuống mức thấp hơn khi hoá thạch càng tồn tại lâu, nên nó lại càng bền vững, độ ổn định càng cao ở mọi khía cạnh.
Như trên đã phân tích, chúng ta có nhiều phương án sản xuất gốm không nung. Ở đây chúng ta đi vào một phương án rẻ tiền, giản đơn nhất: phương án tự hoá thạch.

### Chất liệu đông kết
Gốm không nung là phương tiện lý tưởng để tạo hình ở mọi quy mô, kể cả mỹ thuật công nghiệp với các chất đông kết cụ thể:
Keo Lignin
Một hỗn hợp đất- đá bazan, bazan- cát pha, đất cát pha... dùng keo lignin với các chất độn rơm rạ, bã mía hay cành lá cây xay nhỏ... làm gốm dân dụng.
Keo Nanoic-silicon
Keo làm bằng silic thuần tuý có hạt cỡ Nano là sản phẩm công nghệ cao và là một loại polyme vô cơ cao cấp. Nó khác về bản chất với thủy tinh lỏng. Với xúc tác là Cloro- silicium, vữa làm từ nanoic- silicon đóng rắn trong vòng 3 giờ và hoàn tất quá trình hoá thạch sau 11 giờ. Sản phẩm cuối cùng cứng rắn như đá hoa cương, chịu đựng xung tác cơ học tốt, sánh ngang với xi măng Portland mark 300 trở lên.
Keo Magne
Đây là polyme vô cơ tốt nhất, kinh tế nhất, đa dụng nhất, trong mọi phương án gạch không nung. Sản phẩm từ keo magne còn dùng trong rất nhiều ngành công nghiệp khác.

## Một số tiêu chí
Về kỹ thuật

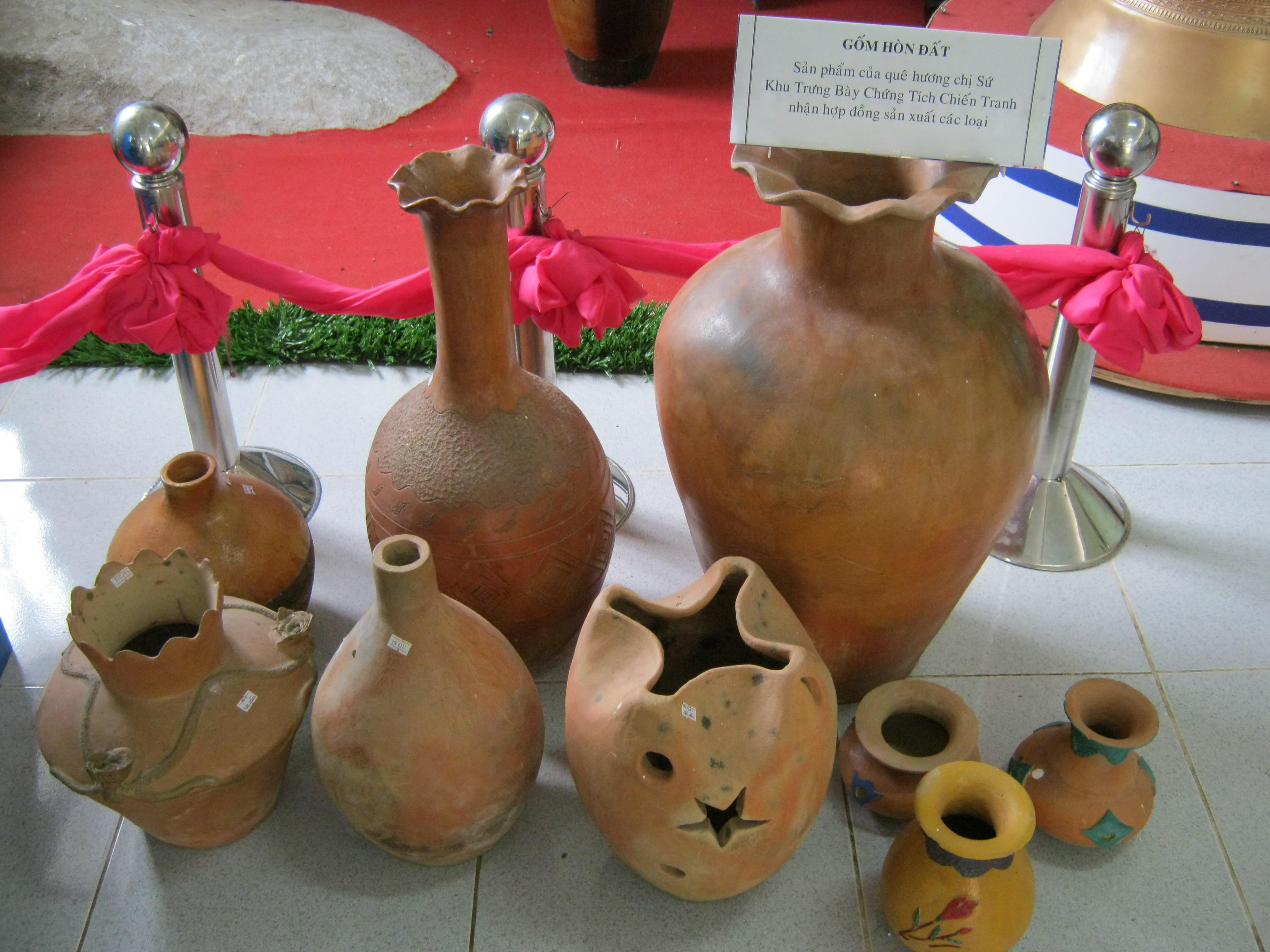
Gốm Hòn Đất được làm tại Hòn Đất (Kiên Giang)

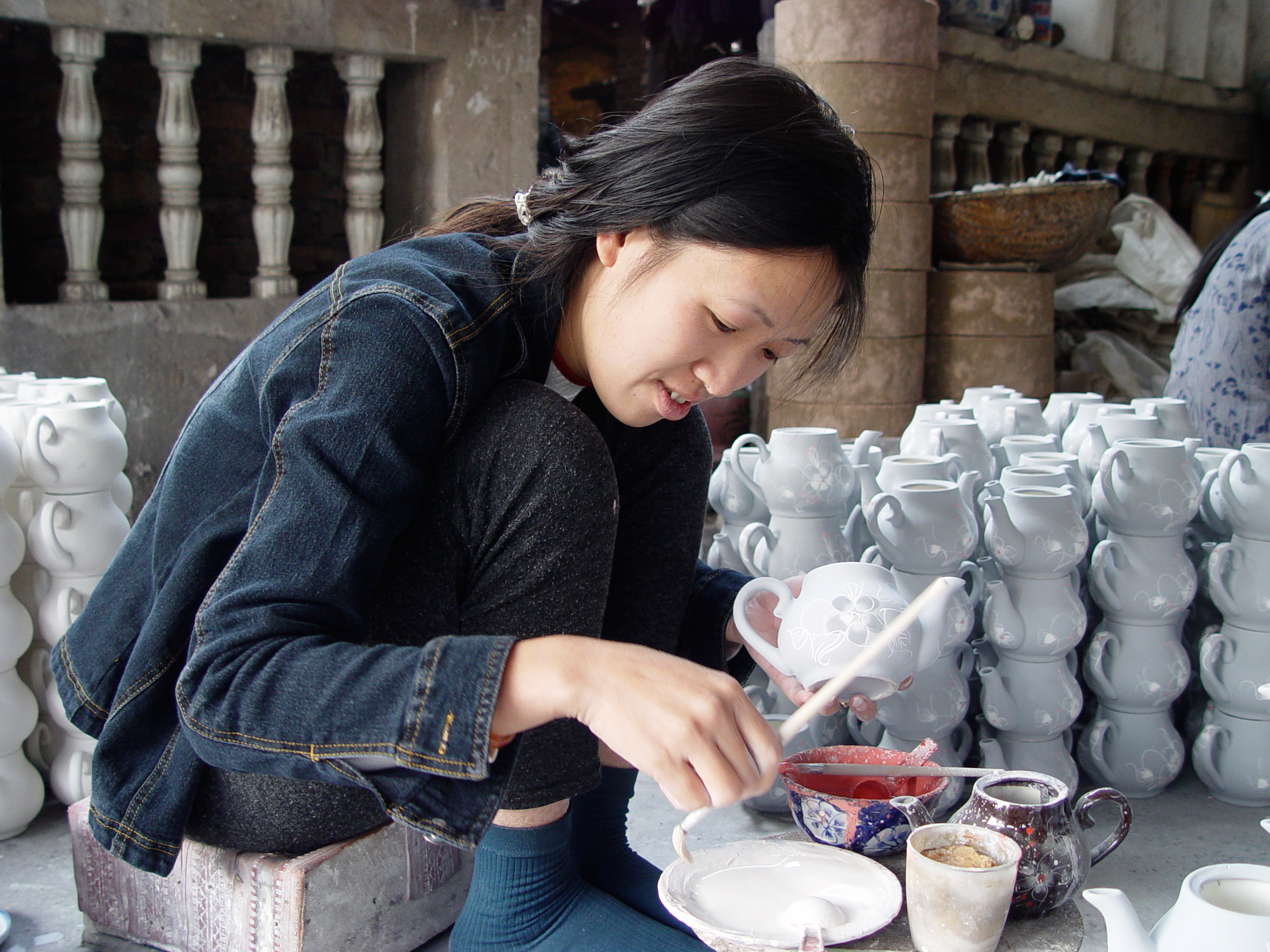
làm gốm Bát Tràng

Gốm không nung nhẹ, bóng, chịu nước, chịu độ ẩm cao, cách âm và cách nhiệt tốt, có thể sản xuất với mọi kích thước, mọi hình dạng. Có thể sản xuất gốm không nung dạng ngói sản phẩm, theo dạng phiến để lót sàn hoặc lợp thay tôn, ngói trong điều kiện thời tiết nhiệt đới gió mùa và nhiệt độ cao như ở Việt Nam. Khi bỏ gốm xây dựng vào nước, ta sẽ thấy những bọt bong bóng nhỏ nổi lên.
Về công nghệ
Sản xuất gốm không nung rất dễ dàng và năng suất cao ở mọi trình độ công nghiệp từ thủ công đến dây chuyền công nghệ cấp cao. Quy trình sản xuất gốm không nung không gây ô nhiễm, không có chất thải độc hại, không có thứ phế liệu, không có trở ngại hậu dụng như gốm nung cổ điển.
Về lợi ích kinh tế
Giá thành gốm không nung là rất thấp. Gốm không nung có tỷ trọng thấp nên có thể sản xuất gốm không nung tập trung, công suất và sản lượng lớn, chi phí vận chuyển thấp.
Về môi trường
Môi trường được bảo vệ tốt hơn công nghệ gốm cổ điển vì gốm không nung rất phù hợp với quan điểm ưu sinh học, tính hấp thu và thải nhiệt rất linh hoạt. Gốm không nung bảo vệ môi trường do không thải hoá chất độc môi trường trong sản xuất hay sử dụng.
Về năng lực sản xuất
Gốm không nung có tiềm năng sản xuất rất lớn với nguồn nguyên liệu gần như vô tận. Công cụ hỗ trợ sản xuất quyết định năng lực sản xuất gốm không nung.